# Schokgolf

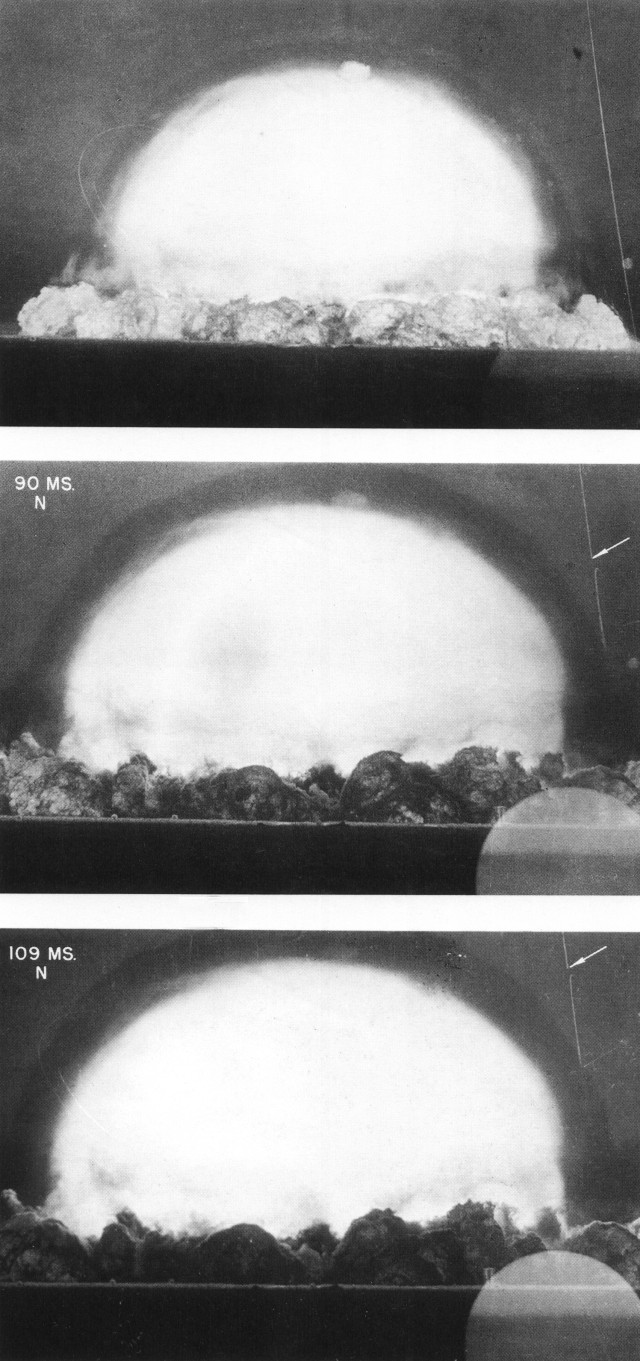
Schokgolf die zich voortplant in een stationair medium, voor de vuurbal van een explosie. De schok wordt zichtbaar gemaakt door het schaduweffect (Trinity explosie).

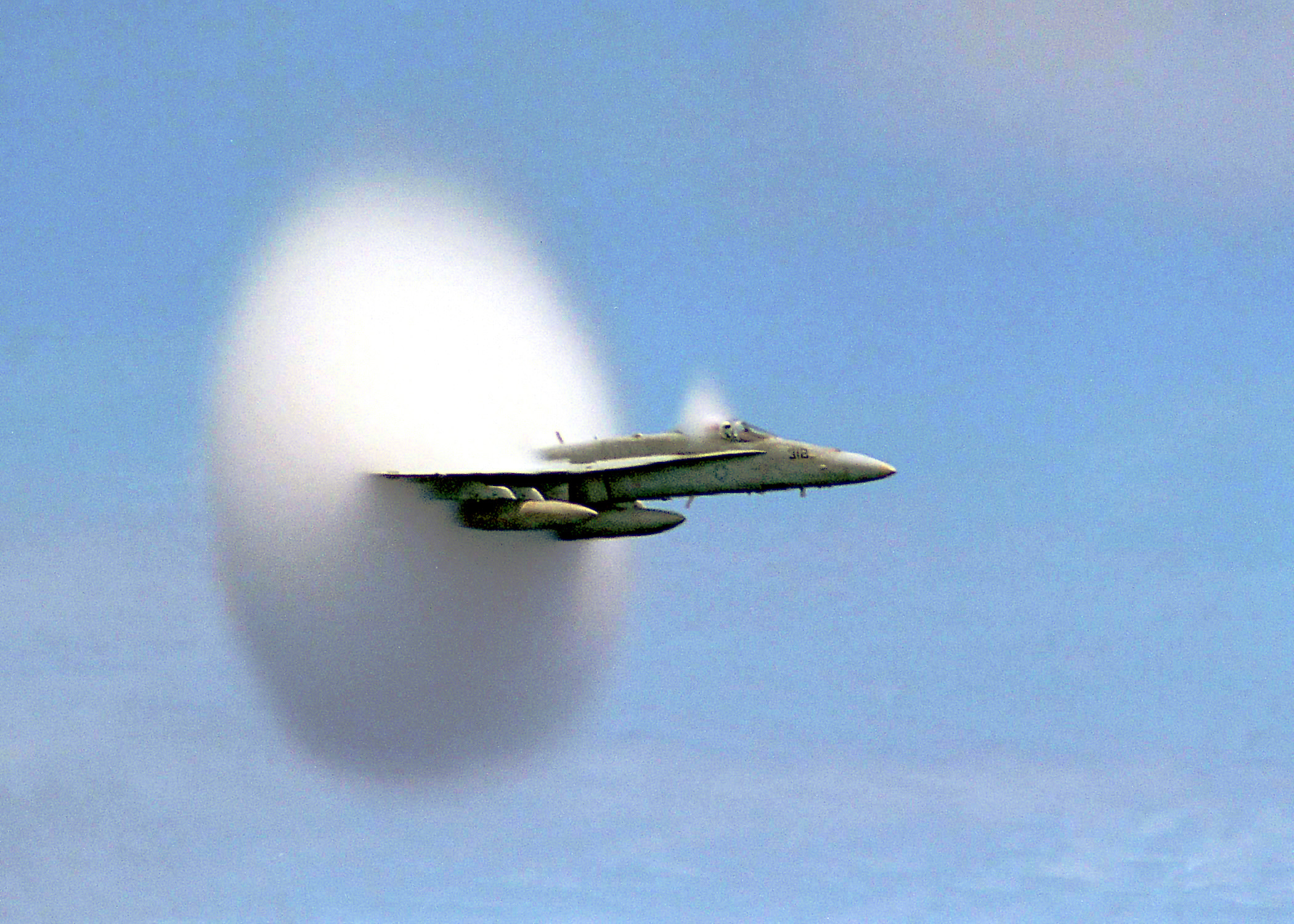
Dampkegel van een F/A-18A met transsonische snelheid

Een schokgolf of schok is in de stromingsleer (in de natuurkunde) een sterke drukgolf of verdichtingsgolf die door ontploffingen of andere oorzaken ontstaat. Daarbij bewegen delen van het medium sneller dan de geluidssnelheid in dat medium. In het schokfront treden plotselinge veranderingen op in de parameters van dat medium zoals dichtheid en temperatuur. 
In de analyse wordt de term schokgolf gebruikt in de context van partiële differentiaalvergelijkingen om de plotselinge verandering van de ene toestand in de andere te beschrijven. In het algemeen kan een schokgolf worden beschreven als een non-lineaire of discontinue drukgolf.
In de verkeerskunde wordt de term gebruikt om aan te geven dat de verkeersafwikkeling van het verkeer op een autosnelweg verandert van de ene toestand naar de andere. Essentieel daarbij is dat de toestanden aan beide kanten van de schokgolf uniform worden verondersteld. Een schokgolf heeft een bepaalde snelheid en kan stroomopwaarts (positieve snelheid) of stroomafwaarts (negatieve snelheid) voortbewegen.
Een schokgolf ontstaat bijvoorbeeld bij het begin van de congestie (bijvoorbeeld bij een autosnelwegoprit met een hoge verkeersvraag in de ochtendspits) door het harmonica-effect, maar ook bij het oplossen van de congestie (doordat de verkeersvraag afneemt) is een schokgolf aanwezig.